# Sima Xiangru
Sima Xiangru (司馬相如T, Sīmǎ XiāngrúP, zi: Zhǎngqīng, 長卿T; c. 179 a.C. – 117 a.C.) è stato un poeta, scrittore, musicista e funzionario cinese vissuto durante gli Han Occidentali.
È una figura di rilievo nella poesia classica cinese ed è generalmente considerato come il più grande fra tutti i compositori di fu. La sua poesia include la sua innovazione, o quantomeno lo sviluppo della forma del fu, di applicare nuovi ritmi metrici alle linee della poesia, che combinò con quelle della prosa. Era talmente versatile da scrivere nello stile del Chu ci, quando essa era in pieno rifioritura, e compose anche liriche in quello che sarebbe diventato lo stile formale dello yuefu. Musicalmente, Sima Xiangru è conosciuto per essere stato un suonatore di guqin.

## Primi periodi di vita e carriera

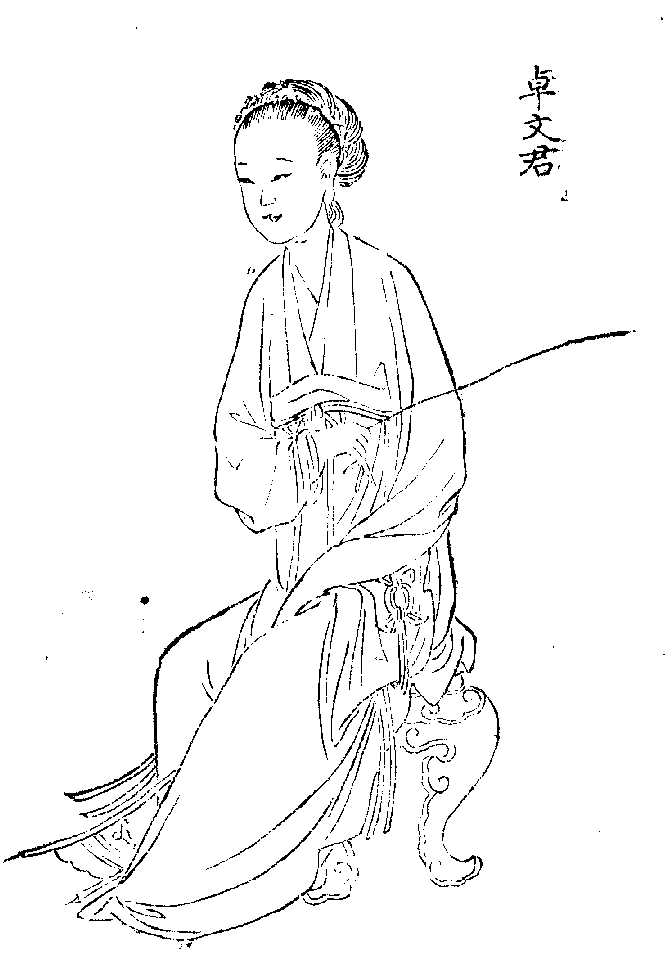
La moglie di Sima, Zhuo Wenjun, il suo "amore a prima vista" (come fu immaginata in un'illustrazione del secolo XVIII)

Sima Xiangru nacque nella comanderia di Shu (oggi provincia del Sichuan) all'inizi del secolo II a.C. Come data di nascita si riporta generalmente il 170 a.C., ma altre fonti riportano variamente 172, 171, o 169 a.C. Molte fonti concordano sulla sua nascita a Chengdu, sebbene lo studioso del secolo XIX Wang Peixun propose come luogo di nascita Pengzhou, (l'odierna contea di Peng'an, Nanchong).
Poco si conosce della famiglia e degli avi di Sima. La sua famiglia potrebbe discendere da Sīmǎ Cuò (司馬錯T; fl. 316–280 a.C.), un generale Qin che guidò l'invasione di Shu nel tardo secolo IV. Si dice che durante la sua giovinezza fosse stato un bambino letterato, lettore, e che amasse la scherma. Da giovane, Sima prese il nome di Xiangru, per la sua ammirazione verso il leader del periodo dei regni combattenti Lin Xiangru.
Intorno al 150 a.C., all'età di 20 anni, lasciò la sua casa a Shu e si diresse verso la corte imperiale di Chang'an, dove ricevette la carica di "in virtù della proprietà", il che significa che possedeva almeno 40 000 cash di rame. Fu nominato addetto militare a cavallo per l'imperatore Han Jingdi, una carica di basso rango ma che permetteva a Sima di accompagnare l'imperatore e la corte nelle escursioni imperiali. Pare che Sima non abbia goduto di questo incarico, probabilmente a causa dell'imperatore Jing e soprattutto per i consiglieri legisti, famosi per la loro insofferenza nei confronti degli abbellimenti letterari.
Nel 149 a.C. si trasferì a Liang, per prestare servizio come letterato nella corte di Liu Wu, fratello minore di Jingdi. La corte del principe ospitava già letterati prominenti dell'epoca, come Méi Chéng (枚乘; d. 141 a.C.) e Zōu Yáng (鄒陽; fl. 150 a.C.). Durante questo periodo iniziò la stesura del suo Zǐxū fù (虛賦), che divenne in seguito la prima metà del suo famoso fu sul parco da caccia imperiale Shanglin.
Sima rimane nella corte di Liang fino alla morte di Liu Wu nel 149 a.C., e ritornò alla sua casa a Shu. Sima non possedeva molto denaro e visse in uno stato prossimo alla povertà dopo questo ritorno La sua condizione migliorò quando fu preso come protetto da Wang Ji, il magistrato di Linqiong (la moderna Qionglai, Chengdu). Wang presentò Sima a Zhuó Wángsūn (卓王孫; fl. 140 a.C.), un ricco manifatturiere di ferro, e poco dopo Sima s'innamorò della figlia di Zhuo da poco vedova, Zhuo Wenjun. Nel 142 a.C., l'anno seguente, Sima e Zhuo Wenjun fuggirono insieme. La biografia di Sima racconta che la coppia si mantenne lavorando presso un negozio di birra finché il padre di Zhuo fu costretto dalla vergogna pubblica a riconoscere il loro matrimonio, donando alla coppia un milione di cash di rame, 100 servi e gli oggetti di valore del matrimonio precedente di Zhuo Wenjun.

## Carriera imperiale
Nel 137 a.C., Sima fu convocato a Chang'an dal giovane imperatore Wu. Il ben noto racconto tradizionale su questo evento narra che l'imperatore trovò per caso una copia del Zǐxū fù, e ne fu così impressionato che esclamò: "Perché non ho il privilegio di essere un contemporaneo di quest'uomo?!". Il racconto narra che Yang Deyi, il custode dei cani da caccia imperiali, sentì per caso l'esclamazione dell'imperatore, e lo informò che il pezzo d'autore era di Sima, al che l'imperatore Wu convocò subito Sima alla capitale imperiale. Nonostante la vivacità e il fascino di questa narrazione tradizionale, gli studiosi moderni hanno notato diverse incongruenze nel racconto, e non lo considerano accurato.
Successivamente, nella parte più credibile della storia, Sima apparve davanti all'imperatore Wu e gli dichiarò che voleva comporre un grande fu sulle escursioni e le battute di cacce dell'imperatore. L'imperatore consentì al capo assistente della scrittura di dare a Sima una scorta di pennelli e di asticelle di bambù che impiegò per comporre il suo magnus opus, un fu sulla riserva di caccia imperiale solitamente intitolata Fu sul parco Shanglin (上林賦T, Shànglín fùP), benché il titolo originale fosse probabilmente Fu sulle escursioni e sulle battute di caccia del Figlio del Cielo (天子遊獵賦T, Tiānzǐ yóuliè fùP). L'imperatore era talmente soddisfatto del componimento di Sima che immediatamente lo investì d'una carica alla corte imperiale.
Sima servì l'imperatore componendo fu per gli eventi eccezionali di corte, ma oggi non ci è pervenuta nessuna di queste poesie. A causa delle sue origini di Shu, l'imperatore nominò Sima suo personale emissario verso ciò che allora era la frontiera sud-occidentale della Cina, di cui Shu faceva parte. Intorno al 131 a.C., Sima fu inviato verso l'area di Shu per mediare una disputa fra i popoli e i governatori oppressori locali, dopo che l'imperatore lo promosse a "Generale dei gentiluomini della famiglia" (中郎將T, Zhōng lángjiàngS), una carica piuttosto alta nella corte imperiale. Qualche tempo dopo, Sima fu accusato di aver accettato delle tangenti durante la missione, e di conseguenza venne improvvisamente licenziato da questa carica. Tuttavia continuò a godere dei favori dell'imperatore. Paracchi anni dopo Sima fu riportato a corte, non servì mai più in un'alta carica, e pare che avesse ampiamente perso interesse per gli affari di corte.
Durante il suo breve mandato di Generale dei gentiluomini della famiglia, l'imperatore Wu gli assegnò di supervisionare un progetto di costruzione stradale nel sud-ovest. Non appena arrivò col suo esteso entourage dalla capitale, Sima fu accolto orgogliosamente da suo suocero Zhuo Wangsun, il quale decise di lasciare in eredità Zhuo Wenjun con gran parte del suo patrimonio, pari a quello di un figlio. Questa generosa eredità rese Sima e sua moglie indipendenti e ricchi. Sima si dimise dalla sua carica intorno al 130 a.C. e non necessitò di ulteriori occupazioni.

## Ultimi periodi di vita
Tra il 130 e il 120 a.C., le attività primarie di Sima erano scrivere poesie e occasionalmente accompagnare l'imperatore Wu nelle uscite imperiali. Intorno al 120 a.C., accettò un incarico, probabilmente una sinecura, come direttore del parco funerario dell'imperatore Wen. Intorno al 119 a.C., rinunziò alla carica a causa del peggioramento d'una malattia (forse diabete), e si ritirò a Maoling. Nel 117 a.C., quando arrivò alla corte imperiale la notizia che Sima era in punto di morte, l'imperatore Wu mandò un funzionario per fargli visita e per raccogliere i suoi scritti al fine di preservarli. Ciò malgrado, il funzionario raggiunse Sima quando egli era già deceduto, approssimativamente all'età di 62 anni.

## Opere
Lo Yiwenzhi, del Libro degli Han, elenca 29 fu di Sima Xiangru, ma solo sei fu completi e una porzione d'un altro sono pervenuti in tempi moderni, e due di questi sei sono di contestata autenticità fra gli studiosi moderni. Fra i suoi componimenti poetici non sono elencate poesie non fu. Un dizionario intitolato Fán jiāng elenca delle opere di Sima, ma solo cinque frammenti di esse sono giunte a noi.
L'antologia del secolo V Wen Xuan conserva tre fu e quattro non fu di Sima: Proclamazione su Bao e Shu (喻巴蜀檄S, Yù Bāshǔ xíP), Rifiutare gli anziani di Shu (難蜀父老T, Nàn Shǔ fùlǎoP, Lettera rimproverante la caccia (諫獵書T, Jiàn liè shūP) e infine Componimenti sui sacrifici Feng e Shan (封禪文T, Fēng shàn wénP).
Un volume di opere raccolte di Sima appare nella bibliografia dei cataloghi delle storie dinastiche dei Sui e dei Tang, ma pare che sia andato perso durante i Song. Versioni moderne sono ricostruzioni Qing composte da citazioni prese da altre opere.

## Influenza
Oltre ad essere stato un importante poeta della dinastia Han, Sima Xiangru influenzò l'arte e gli artisti posteriori.